# Eysenhardtia drummondii
Eysenhardtia drummondii är en ärtväxtart som beskrevs av John Torrey och Asa Gray. Eysenhardtia drummondii ingår i släktet Eysenhardtia och familjen ärtväxter. Inga underarter finns listade i Catalogue of Life.